# あたしンちの登場人物
あたしンちの登場人物（あたしンちのとうじょうじんぶつ）では、けらえいこ原作の漫画『あたしンち』、及びそのアニメ版に登場する架空の人物を列挙する。

## 立花一家
母（はは）
声 - 渡辺久美子
通称「お母さん」。下の名前は不明（書道の雅号は『今治翠』）。初登場は原作1巻、アニメ第1話。年齢は43歳位。モデルは作者の母。
主婦。大分県出身。兄と弟がいる。身長は約165cm。
大きな額、小さな目、大きな口、たらこ唇の特徴的な顔立ちで、初対面の水島は内心で「半魚人」とあだ名をつけていた。肥満体型（体脂肪率51%）。連載初期はかなりの老け顔（ツリ目で唇が非常に厚い）であり、娘のみかんが友人の前で「すっごいブス」と陰口を叩くほどであったが、その後徐々に温和な顔に変化した。アニメでは初登場時から温和な顔であり、原作ほどの変化はない。
性格は連載初期とそれ以降では、かなり異なっている。初期はヒステリックで口うるさい性格が目立ち、支離滅裂な持論や屁理屈を展開しては相手（主にみかんやユズヒコ）を迫力で圧倒し言い負かすことがしばしばあった。また雑な家事の仕方、みかんやユズヒコの行動に過干渉するなど、極めて自己中心的な言動が目立ち、家族（特にみかん）からは不満に思われることが多かった。しかし連載が進むにつれ、怒鳴ることが減った一方で笑うことが増えたり、自己主張の強さも以前ほどではなくなったり、父の変な行動に呆れたりするなど、比較的落ち着いた性格になった。ただし子どもたちの微妙な心情の変化に気づけない、一般常識的な感覚を理解できず奇行に走るなど、やや無神経で大雑把な性格は一貫している。「情熱の赤いバラ」を筆頭に、よく歌う。
押しが強く好き勝手にやりたい放題やっているように見えるが、実は世間体を気にするタイプで、かなりの内弁慶。このために、パートへも出られないが、寿司の出前が長い時間経っても届かず催促の電話をかけた際、電話の相手から何かを言われた（何を言われたかは不明）直後怒りをあらわにした他、服選びの際に店員に主張したり、知人からの頼みで町内のくじ引きの受付を一日引き受けたことがある。パートの件に関して、けらは「私の母親は働いていたが、取材が出来なかったために母に反映させることが出来なかった」と話している。
面倒見がよく、家族や他人のことを気にかけ手を差し伸べることも多いが、他人に迷惑をかけたり礼儀作法を軽んじたりすることを嫌がり、勘違いなどから失敗すると自己嫌悪に陥る。社交的であり、母いわく上京して間もない頃は、東京に知っている人はいなかったというが、後年に水島や戸山などの友人をはじめ、人付き合いも多く作る。
父とはお見合い結婚だが、夫婦仲は良く休日には二人で出かけたり、旅行に出ることもある。しかし、父は母と結婚した理由を「人助け」としている。また、家族内での優先順位も常に父が一番で、父の言うことは聞いてみかんやユズヒコの言うことは聞き流していたり、分からないことや困ったことも父に頼むことが多い（母いわく、「主婦の知恵で乗り越えられないことは父に助けてもらう」という）。
本人いわく「わかってないことは特にない」とのこと。その一方でみかんから「因数分解分かるのか？」を聞かれ黙ってしまったり、トイレからの溢水が止まらなくなり水道の元栓を閉めることになった際、元栓の場所が分からず父に頼んでいる。
好物は煎餅、バナナ、プリン、五家宝、カンパン、食パンの耳、伊達巻、お餅（特に草餅が好物）。猫舌であるが、冷たくなったおでんは「不味い、おでんは熱々がいい」と言って温め直している。若い頃、野良犬数匹に追いかけられた過去があり、犬が苦手。雨と雷が大の苦手で、雨に濡れると元気を無くし、雷の音を聞くと硬直する。雨の日は外出せずに、買い物も他の家族に頼んだこともあるが、雨の中買い物に行ったり、雨が降るとわかっていながら外出したこともある。
運動が苦手。しかし水島と共にスイミングスクールに通っている。また足が器用。
趣味は書道で教室に通いつつ発表会にも参加するほど自信が有る様子。その才を見込まれ、近所の蕎麦屋のお品書きの記入を頼まれたことがある。
原作では大谷翔平、アニメでは橋本英二郎のファン。
本や人の言葉に影響されやすいが、その意味をなぜかいつも間違った意味で捉えてしまい、大暴走して家族ごと巻き込まれることがある（「いつにない父」など）。
1円たりとも無駄にすることを嫌い、身の回りの生活必需品は常に一番安い物を買う。バーゲン好きな一面を見せた他、自身の所有する腕時計をみかんとユズヒコに見せ「どこのブランドか知らなかったし、すぐに壊れると思ってたけど、全然壊れないし狂わない」と言った上で「安くて実用的で壊れないものが一番だ」と力説したこともある。しかし、自分がお気に入りのトイレットペーパーに関しては数百円高くてもそれを買う。給料日前になると晩御飯の内容が日を追うごとに酷くなり、おかずが目玉焼きだけやしらすだけの一品メニューになったり、果ては缶詰を一人一個ずつだけ出すだけの状態になる事もある（それが家族にはいつも不評であるがうえに大迷惑）。中でもちくわをよく出すために、アニメではみかんに「（決して嫌味ではなく）我が家のおふくろの味はちくわだね」と言われ、さらに家族も同意したためショックを受けたことがある（翌日は「おふくろの味がちくわなのはあんまりだから」との理由で豪華な料理を振舞った）。
母が専業主婦でありながら贅沢出来るのは、父の給料を母が管理しているため。老後のために貯金している他、父のボーナスを全て使いファンドを行っている。「母の回復法」では通帳の履歴から月8万円の積立をしていることがわかる（残高に関してはぼかされており不明）
一部の例外を除いて、料理が非常に下手であり、味も良くない（みかんいわく「時折的外れ」）。料理本を信じず自己流にアレンジ（オムライスのご飯を、ケチャップではなくソースで代用するなど）したり、パスタをうどんや蕎麦のように水で締めたりするためみかんから美味しく無いと言われた事がある。味噌汁も気分によって味付けを変える（気分次第で味を変えるのは母親譲り）、これが家族にとって大迷惑であり（特にみかん・ユズヒコから）不評を買っているが、母は全く理解していない。味音痴故に、そんな料理でも自分では美味しいと思っているため、家族から味に対してのクレームが起きても理解できないでいる。また、調味料が足りなくなったり味が決まらなかったりすると本来とは違う料理（特にカレー）にしてしまう癖がある。ただし、立花家オリジナルの料理や自分の行動が世間からズレていることも薄々理解している。
まとめたがりな一面があり、「ゴミ袋も安くない」と言って家の中のゴミを全て1つのゴミ袋に入れようとしたり、うがい薬が無くなったが、うがい薬と一緒に買っているビタミン剤がまだ大量に残っていたために薬局へ行くことを躊躇い父から呆れられたり、翌日がビンを出せる日だったとして、ビンに入った調味料を使い切って夕食のおかずの味を塩っぱくしたこともある。
物を古い呼び方で呼ぶ　スニーカーをズック、ベストをチョッキ、ベルトをバンドなど　他、今では使われなくなった言葉死語も使ったりする　バタンキュー、冗談はよしこさん、骨皮筋衛門など。母独自の呼び方をする物もある　マスタード、わさび、七味唐辛子、タバスコを全て「からし」と呼ぶ、イヤホンを「耳せん」、ガスメータを「ゴミメータ」、計量カップを「急須」と呼ぶ。カタカナにも弱くペースメーカーをヘルスメーター、ゴールデンレトリバーをリメンバーパールハーバーと呼ぶ。
裁縫の才能はあるらしく、みかんが作っているテディベアも短時間で完成させてしまうほどである。
新しい物に疎いものの携帯やパソコンを使うこともあり、16巻では水島の誘いでTwitterを始め、21巻からスマートフォンを使い始めた。以前は臭く酔っぱらいの匂いがすると思っていたためお酒が苦手で飲まなかったがお酒がいい香りと思えるようになり晩酌をするようになった
中学時代のあだ名は「ばんばん」。しかし、母はこのあだ名を嫌っていた（ただし劇場版第1作では、中学の同窓会で周囲からこのあだ名で呼ばれていた時は特に嫌がってはいなかった）。
立花みかん
声 - 折笠富美子
立花家の長女でこの作品の主人公。高校2年生（原作初期は高校1年生）。初登場は1巻、アニメの初登場は第1話。一人称は「あたし」。身長155cm。クラスは2年C組（映画第1作では2年B組となっていた）。モデルは作者本人。学校名は草井高校で、実際に存在する都立井草高等学校がモデルになっている。
みかんという名前は父が命名した。ユズヒコからは「姉ちゃん」または「姉貴」と呼ばれている（幼少期のユズヒコから「お姉ちゃん」と呼ばれていた）。但し大人になったシーンは「姉さん」である。
外見・内面ともに地味で平凡な女子であり、社交的でもなく人付き合いは不器用。基本的には素直で親切だが、ボーっとしていることが多く授業中でも先生に指摘されてはクラスメイトの笑いの的になっている。喜怒哀楽は人並み以上だが母とは異なり表情にはあまり出ず、しみちゃんなど友人たちが大笑いしていてもみかんはあまり笑わない（本人曰く「頬の肉が人より重いので心が笑っていても顔に出ない」）と指摘されることがある。恥ずかしがりであり、褒められると全力で否定して話題を変えたりする。あつかましく、ふてぶてしく、大雑把で舞い上がりやすい性格は母親似。また母ほどではないが支離滅裂な持論や屁理屈を言う事も度々で、特に母とはしょっちゅう舌戦を繰り広げている。
夏休みの予定は立てるが、計画的に進めない（ダイエットも同じ）。やや肥満体（体脂肪率25.1%）。
ヘアスタイルはいつもお団子（シニヨン）ヘア。中学時代はツインテールにしていた。原作12・14・17・20巻で眼鏡を掛けているが、それ以前の原作・アニメで眼鏡・コンタクトレンズを使用している描写はない。容姿に自信を持っていないが、しみちゃんやゆかりんには「かわいい」、春山には「キレイな顔してるよね」と言われておりレベルは決して低くない。「親から『かわいい』って言われたらもっと美人になっていたはず」としみちゃんに話したことがあるが、「実際にそう言われて育ったら『ものすごい勘違い女』だったかもしれない」と言われ、ふて腐れた。
好きな食べ物は生クリーム。料理自体は苦手。嫌いな物はガトーショコラ。クラスメートの岩木に片思い中。このことは、原作13巻で初めて親友のしみちゃんにだけ打ち明けた。
ユズヒコに甘く自分に冷たい母とは何かと衝突が絶えないが、母を突き飛ばして死なせてしまう夢を見た際と劇場版第1作で入れ替わった瞬間に意識を失った母を見て号泣しており、母の事は大切に思っている。大口を叩いた母が失敗をしたときなどは冷たい目で「○○（母が大口を叩いたこと）はどうしたの？」や「○○ですか…」と静かに嘲るのが定番となっている（強運を自慢したにもかかわらずラスト一個のものを取られたりはっきりと注意して失敗した時など）。
時間にルーズで遅刻常習犯。小柄な身長のため小学生や中学生に間違われることが多い事を気にしている。また、ほかの女性キャラと違い普段着はデフォルメされた体型になるため、水着などを着ないと胸は強調されることはない。学校では自由服のため私服で登校する。授業中は物思いにふけることが多いため、しみちゃんによくノートを借りている（本人によるとノートを取るのが苦手）。勉強に集中できないことも多く、成績も芳しくない。
めんどくさがりな性格で、いわく「めんどくさいことは先にやっちゃいたいタイプ」とのこと。
高校ではテディベア研究会（ベア研）に所属し、よくベアを自作している。手芸の腕前はなかなかのもので、クリスマスに手製のフェルトのトートバッグを作り理央にプレゼントし、大好評だったことがあった。将来の夢はプロになること。
幼少期は自我が芽生えるのが若干遅く、現在以上にボーッとした子どもだった。
原作初期と現在では設定がいくつか異なっており、部屋が現在の父母の部屋と入れ替わっており、また高校1年生であった。
中学時代、友人と夜桜を見に行って飲酒をしたことがある。翌々日になってから母にバレて激怒されたが、どのような経緯でそれを知ったのかは母が「墓場まで持って行く」と宣言したために明かされていない。
立花ユズヒコ
声 - 阪口大助、いのくちゆか（0歳時・第1期）伊瀬茉莉也（幼少期・第2期）
立花家の長男でみかんの弟。中学2年生（原作初期は中学1年生）。初登場は1巻。アニメの初登場は第1話。身長は約155cm。細い目とくせ毛が特徴。モデルは作者の弟。一人称は「オレ」だが、たまに「ボク」と言う場合もある。
愛称は、姉のみかんからは「ユズ」・「ユー」、母からは主に「ユーちゃん」と呼ぶがたまに「ズーボー」「ぬずっぽ」「うずたろう」(特定のエピソードのみ)などと呼ばれる、父からは「ユズヒコ」・「ユズ」、友人からは「ユズピ」、先生からは「立花」と呼ばれている。川島と山下からは（ユズ→ゆずみそ→みそ→美空ひばりで）「ヒバリちゃん」と内緒で呼ばれたこともあった。
部活動は野球部に入っており、ポジションはセカンド。だが弱小部であり、活動が週2回しかない。原作では一度だけ、ユズヒコ・藤野・3年生の先輩の3人で廊下で上履きを投げ合い、腕力を鍛える練習（遊びに近い）をしている描写があった。
シャイでナイーブと繊細な性格のため、母やみかんの無神経さに傷ついたり、父にかつがれたりする苦労人で貧乏くじをひいてしまう面がある。母には少々過保護にされ気味であるが、立花家では一番常識があり頭も切れるしっかり者。よく姉のみかんにも面と向かって間違いや問題点を指摘する場面もある。常に人目を気にするタイプだが、アニメ版では留守番を任された際、異様にテンションが上がり一人で盛り上がる姿を見せたことがある。一方でみかん程ではないが単純な一面もあり、石田のかなり理論染みた説明などに簡単に騙されてしまうことも。このせいで藤野や石田、ナスオによくイジられる。
クラスの女子に比較的モテているが本人は自覚しておらず、川島が想いを寄せていることにも全く気付いていない。度がすぎて、一度だけ落書きが発端で、ショックを受けた川島を泣かせてしまったことがある（のちにユズヒコのほうから謝罪し、和解）。川島と山下で「ユズヒコファンクラブ」を結成した。河合もユズヒコに思いを寄せており、石田も明確にではないが少しながらユズヒコを意識している描写が見受けられる。
好きな異性はアイドルの丸野丸美（原作では「◎◎◎子」）で隠れファン。丸野丸美がその時の表紙の雑誌「ヤンジャガ」を購入しようとしたこともあるが、藤野に見つかってしまった。読売ジャイアンツのファンである（本作が読売新聞連載であるため）。趣味は音楽鑑賞と読書（好きなジャンルはライトノベル）。自分の部屋にこもり、ヘッドフォンをして音楽を聴いていることが多い。好きな食べ物はサッポロ一番みそラーメン、バナナしるこまた、大のマヨラーでもある。倹約家の母がいつも一番安い品しか買って来ないため、小遣いを貯めて好きなメーカーの品を買おうとしている。食パンは耳を残して中身だけ食べる（姉のみかんと逆）。母の料理に一工夫を加えたり、おかずがつまらなかったらツナ缶をおかずにすることがあり、母（当初はみかんからも）に「贅沢」とその行動をよく思われていない。カレーが大好物で、夕食に出るとテンションが爆上がりする。
家族一の強運の持ち主。
小さい頃、親戚の家で飼っている鳥が頭や腕に止まられ、「気を付けないとフンをする」と言われて以来、鳥が苦手になった。
指をポキポキ鳴らす癖があり、みかんに「本にケンカを売っているのか」と思われた。父同様、くしゃみをするときは妙な奇声のような声を上げて出す癖がある。アニメでは稀に声が裏返って甲高い声になるシーンがある。
アニメでは眼鏡の度が合わなくなったと訴えたことがあったが、日常的に眼鏡を掛けている描写はない。
「しかし」と「ウォップ」（ウォップは言葉自体に意味がなく適当に出しただけ）という言葉を2度ほど流行らせたことがある。
赤ん坊の頃から、何かと気難しく些細なことで泣き喚いて母の手を焼いていた。意外にも乳離れにはかなり時間がかかったらしく、少なくとも2歳の時にはまだ乳離できていなかった。
父（ちち）
声 - 緒方賢一、瀧本富士子（少年時代・第1期のみ）
通称「お父さん」。下の名前は不明。年齢は40代後半くらい。初登場は1巻、アニメの初登場は第1話。モデルは作者の父。
サラリーマン。大分県出身。身長は約165cm。母親はユズヒコが生まれる直前に他界している、姉と妹がいる。
丸い眼鏡が特徴。基本寝るとき以外は眼鏡を外さないが外した時の目は小さく、みかんの目に似ている。ヘビースモーカーで酒とタバコはやめられていないが、原作後半やSUPER、アニメ第1期後期、第2期では喫煙シーンは減っている。一度だけ母に禁煙を指示され吸わない日が続いた事があったが、いつの間にか復活していた（吸わなかった理由は『なんとなく吸う気がしなかったから』との事）。二日酔いの状態で喫煙していたところをみかんに指摘され、健康のために漢方薬を飲み始めたが、後の話で「飲めなかった」として小学校のバザーに出している。
趣味はパチンコで、仕事中にも行くことがあるというが、大抵は負ける。飲食店などの行列を嫌うが、パチンコ店の行列には並ぶ。
アニメ初期は顔が今よりも少しふっくらして大きめの顔だった。
おならの音感がいいらしい。（母いわく、『おなら絶対音感』）
普段は低い声。口癖は「はっは」「知らん」。一人称は「わし」または「オレ」。酔っ払うと、自分にとっては不要な物を全てゴミ袋へと放り込む「捨て魔」に豹変する。くしゃみが「へやあっ！」「ばえっくしゅん！」「ばえっ！」と凄まじく大きい騒音レベルだったが、鼻こよりを使っての練習などその後の努力により「ひゃっふーん」程度に改善された(本人は「くしゃみも好きなように出来んのか」とあまり乗り気ではなかった)。
トイレのドアを開けたまま用を足し、便器の流した水で手を洗う、入浴後に全裸でリビングに入ってくるなど、家ではマイペースかつ人目を気にしない大胆な行動が多い。非常に面倒くさがりである上に酔っ払って他人の靴を片方間違えて履いて帰るなど、大雑把でいい加減な性格。みかんや母もその行為に迷惑することがよくある。信号機のボタンを何度も押したり、早めにひっくり返したお好み焼きを無理やり押し付けて焼くなど、少々せっかちな一面も見られる。勘が鋭く危険を事前に回避することができるが、母には理解してもらえない。
体内時計がかなり正確で、目覚まし時計より一瞬早く目を覚まし、同じ時間に出社・帰宅して22時前には寝てしまう。しかし目覚まし時計が鳴っても起きることがなかったこともあり、ある日夜更かしをして父同様起きれなかった母に「何時まで寝てんだ遅刻だ遅刻！！」と怒りながら出社した話もある。
DIYに関して、トイレの棚やベランダにウッドデッキを作成し特に問題なかったこともあれば、家族の嘆きや会話を聞いてCDラックやキッチンワゴンなどを自作したが全て欠陥品だったため、家族から「ほっとくとどんどん変なもの作り続ける」「どれも役に立たないがらくた」と不評だったケースもある。
ほとんど無表情で無口であり、子供達が考えを読めないことがしばしば起こるため、母が父の意思を察知して仲介役になることで何とか父子の意思疎通が成立している。アニメでは放送初期で特に寡黙な傾向が強かったが、その後は普通に会話をするシーンも多くなった。
本人曰く母と結婚した理由は「人助け」であり「容姿で結婚したんじゃない」との事。しかし、密かに母の奇行を見て楽しんでいるなど、人知れず母を愛している。親戚の結婚式では母を「戦友」と呼び、「これからもこいつと一緒に歩いていく」と涙ながらに語ったことも。
無口で感情をあまり顔に出さない性格と、母いわく「厳しく躾けられた」故に、子供達の前で涙を見せた事は一度もない。母の前で号泣したのは、結婚式でのスピーチ中と、昔（母がユズヒコを身籠った頃）死に目に会えぬまま病死した母親の遺影と帰省時に初めて対面した時だけである。他にも涙は見せていないが泣きかけるシーンがある。
あらゆる物事にのめり込みやすいが、些細なミスや母の一言などが原因で投げ出してしまうことが多い。
同じ食材でも、高級な物と一般の物との味の違いがわからずにいる。ただしいつもより十円高い味噌で作った味噌汁をうまいと言うなどわかるものもある。母の料理については苦情を言わない時と言う時がある。前者の例として、母が家庭菜園を始め、結果大量の野菜が出来たために1週間連続で夕食が野菜炒めになったが、げんなりした表情で食べる母・みかん・ユズヒコの一方で特に表情に出さずに食べている、ちくわのみのおかずが出された時、苦情を出したみかん・ユズヒコに対し父は黙々と食べていた。後者の例として、母が薄味にしてしまった煮物を出した際、「（色が薄いと指摘したみかんに対し）薄口醤油を使ったからかも」「（味も薄いと指摘したユズヒコに対し）関西風の味付けだ」と誤魔化した母に特に何も言わずに食べていたが、翌日に母が一人前のレトルトカレーを薄めて「スープカレー」と称して出した際は「薄っ」と嘆き、さらに次の日に濃い味付けにした煮物を出された時には「濃すぎて食えん」と怒っている。四日連続でギョーザを出された際は、「ありえない」「どんな家だ」と言うみかん・ユズヒコに同意している。
金銭面に関しては寛容な姿勢を見せることが多い。中古のエアコンを母の知人から譲ってもらい、みかん・ユズヒコのどちらかの部屋に取り付けることになった際、みかんとユズヒコが対立したが、彼らの声で「テレビの音が聞こえない、たかがエアコンの一台で騒ぐな」と父が怒鳴り「じゃあもう一台買ってくれるの？」とみかんが問うと「いいんじゃないか」と了承した。さらに自分が新しいエアコンを操作したいがために居間に既に搭載されていたエアコンを、費用をかけてみかんの部屋に移動させている。また母が三つ星レストランに行きたいためにへそくりをしていることを知ると、一万円札を渡し「行ってこい」と言っている。
目に見えるものしか信じない性格であり、ゴミの分別の必要性や、除菌・抗菌加工商品の効果やダイオキシンの存在や共同募金を信じておらず、「トイレにティッシュを流すと詰まる」・「ちらし寿司の酢飯は団扇で冷ます」という生活の知恵にも懐疑的。一方で大量のニンニクを食べることで風邪が治るという民間療法や、パチンコが当たりそうな予感など、自分の信じたいものは信じる。
家族に相談せずに物事を実行することが多く、散髪の帰りに家電量販店に寄り、流れでパソコンを購入したり、ロボット掃除機の購入や山梨への一人旅を独断で行っている。アニメでは読書家の一面もあり、時代物の全巻セットを買ってきたり、就寝前には必ず本を読んでいた（しかし、5分で寝てしまう）。
子供の頃は「九州一の凧揚げ名人タチバナ君」、「九州一の釣り名人タチバナ太公望」と恐れられていたらしい。
食パンは半分に切り、中身のさらに中心部のみを指で穿り出して食べ、後は残す。母からは「一番悪い食べ方だよ！」と怒られた。
好きな食べ物はサーティワンのロッキーロード、お寿司。好きなネタはカリフォルニアロール。イカの塩辛。お汁粉。好きな飲み物は濃いブレンドコーヒー。ぬるいビールには氷を入れて飲むのが好き。一方で苦手な食べ物はメロンであるが、アニメ第1期ではメロンを食べている描写がある。メロン。好きな女優は倍賞美津子。理由は母によると「口の大きいのが好み」。赤ちゃん好きで、見るとウズウズしてしまうほど大好き。
母の料理が不味いと分かった瞬間箸をつけない（そのことを母は知っている）。アニメでは母の料理が不味かったりつまらなかった場合「出前を取れ！」あるいは「出前取れ、出前！」などと言い、その通り出前を取ってしまう。その他19巻No.12では母の料理が不味いと自分でラーメンを作ってしまう。
仕事はサラリーマンだが、原作アニメ共に会社で働く話がなかったり家に仕事を持って帰ったり家族に仕事の話をしないので詳しい仕事内容は不明。公式ファンブックによると公務員に近い仕事をしているのではないかと書かれている。
テレビアニメ『らき☆すた』第3話において彼に酷似した酔っ払いが出演しており、背景も本作と酷似した物が使われている。

## 母に関係する人物

### 母の友人
水島
声 - 愛河里花子
母の友人。みかんが通っていた小学校のクラスメートである純の母。初登場は1巻。アニメの初登場は第7話。年齢は45歳。
3巻までは母とは「奥さん」と呼び合っていて名前も不明だったが、4巻で呼び方が変わり、名前も明らかになった。
母とはみかんの小学校のPTAの会合にて、みかんと純が同じクラスであり、たまたまお互いをスーパーで見かけたことがきっかけで知り合い意気投合。
行動派で多趣味。「思い立ったがすぐ行動」するタイプで、判断に迷った時は実行する。よくメンバーで買い物を楽しんだり、銀座、登山、陶芸に誘ったりもしている。特に母とは共にスイミングスクールに通うほど親交が深い。手作りするのが得意で、かまぼこや伊達巻を作っている。
母に比べて流行にしっかりついていけるなど世渡り上手な面もあり、母が困っていたり予想外の言動をとる時は、フォローをする事も多い（特に母はファッションにはかなり疎いため、その時が顕著）。
三角形の目をしており、声が甲高いのが特徴（母と出かけると甲高い笑い声からしばしば周囲の顰蹙を買う）。かつては河童のような髪型であったため、母には河童と見間違えられた（反対に水島は母を半魚人と見間違えていた）。口癖は「まぁ〜」（「ンまぁ〜！」に変化することも）。
原作では初期と現在で大幅にデザインが異なっており、初登場時は母同様唇が厚く、かなり老けている印象で目も小さかったが、絵柄が変わるにつれて若返った印象で目も大きくなった。アニメでは原作中期に近い姿だが、初期はたまに口が線で描かれるように表現されたり、中期頃からは混在していたが、第2期では口が線で描かれるものに統一されている。あたしンちSUPERでは眼鏡を掛けていることがある。
高校2年生の息子・純（じゅん）（声 - 鈴村健一）がおり、小学校時代にはみかんが惚れていたりするほどのイケメン。（みかんのことは「美味しそうな名前」だと言っていた）夫（声 - 小林通孝）は酒好きだが弱く、一度寝ると起きないのが悩みのタネ。選挙には朝早くから投票に行く両親がおり、本人も毎回選挙には行っている。
公式ファンブックによれば、登場回数はしみちゃんに次いで2位（立花家を除く）。
戸山
声 - 玉川砂記子
母の友人。初登場は1巻。アニメでの初登場は第7話。
中学3年生になる娘（声 - 小林由美子）がおり、アニメにも登場している。夫は原作とアニメ第1期では未登場だったがアニメ第2期のアイキャッチに一瞬だけ登場した（顔は確認できない）。
母、水島との3人の中では比較的上品な印象。縁の丸まった四角形の眼鏡をかけており、アニメ第2期18話などの例外を除いて滅多に外さない。外した姿は娘にそっくりである。口癖は「あら、いいじゃなーい」。母や水島と3人で雑談をして楽しんでおり、毎年旅行にも行っている。運転免許を持っており、3人で出かける際には必ず彼女が運転する。
母や水島とは釣り合わない感じだが、実際には大らかで親しみやすい人柄で気が合っている（思考回路も似ている）。やや天然な面がある。母・水島の3人で登場する時には常識人ポジションにいるが、三角が加わるとボケる側になる。
判断に迷った時は実行しないことを信念にしている。
娘から「モトちゃん」と呼ばれる場面があったが、作中では下の名前が出てこないので名前から取られたかは不明である。
手つきが器用で、陶芸の一日教室では彼女だけが唯一成功した（作ったものは湯呑）。カタログ通販では失敗をしたことはあまりないらしい。好きな食べ物はたい焼き。
公式ファンブックによれば、立花家を除くキャラクターの中では、登場回数は5位。
三角
声 - 山口奈々
母の友人。初登場は2巻。アニメでの初登場は14話。
三角おにぎりのような丸まった三角形の輪郭をしている。4人の中では最も常識的な感性をしており、母たちの的外れな発言には呆れてしまうことも多いが、彼女らの庶民的な言動には良くも悪くもある程度の興味を示しており、影響されてしまうことも少なくない。4人の中では最も出番が少ない。
母たちと4人で一緒に出かけ、ときどき「マダム・デ・ジュネ(フランス語で奥様の昼食)の会」を開いている。母たちをフランス料理に招いたことがあったが、三角のフランス料理の知識や常識が通用せず、呆れ顔になっていた。
夫は開業医で、高級マンションに住む裕福な主婦。時おり夫婦仲が悪いと思わせるような発言をし、他の3人に妙な気を遣わせる。4人の中では唯一子供が1度も登場しておらず、夫も1度も登場がない。かなりの犬好きで、「プラーク」という名前の犬を飼っている。
自動車を運転する描写がある。
大和田マチコ（ホホエミさん）
声 - 渡辺菜生子
水島の友人。40歳。初登場は12巻（原作での初登場は母の友人の中で一番遅い）。アニメの初登場は236話（『あたしンち』の登場人物の中で最も遅い）。「マチコ」という名前は12巻No.28で明らかになり、名字の「大和田」は14巻No.8で明らかになった。アニメでのエンディングクレジットでは「ホホエミさん」名義。
「ホホエミさん」とは、彼女の名前を思い出せない母がうろ覚えで付けたあだ名であり、水島は「マチコさん」と呼んでいる。
初登場時はあごが長かったが、絵柄の変化につれてあごが短くなっていった。いつも微笑んでいるが非常に引っ込み思案で、なかなか本当のことが言えないため、重要な事を遅いタイミングで告げては友人達を仰天させている。自分の秘密を出来れば母達に話してもらいたいと思うなど、図々しいところもある。コーヒーが苦手。
高校生の息子と赤ん坊の娘がいるが、年齢以上に若々しい容姿をしているのに加え、マチコ本人が自身の年齢を30歳と発言してしまったため、娘と同世代の子供を持つ母親には30歳だと思われている。30歳で高校生の息子がいるのは不自然なので、息子もマチコの弟という事になっている。
旦那から「くびれがなくなったよな」と言われ、現在ダイエットに取り組んでいる。このことを母たちに打ち明けた際、旦那に対し「女心の分からない男」と陰口を言われた。気遣った母たちに何度か誕生日を間違えられたことがある。
原作やアニメ第1期では水島のことを「水島っち」と呼んでいる（第2期では「水島さん」と呼んでいる）。

### 母の親戚
ばーちゃん
声 - 有馬瑞香（若い頃：筒美奈子）
母の母親。みかん・ユズヒコの母方の祖母。初登場は5巻。
子供は3人（母、母の兄、母の弟）いる。流暢な九州弁を話す。顔の形は母そっくり。髪型は読売新聞版、アニメ、SUPERともに同じだが髪型以外は読売新聞版、SUPER、アニメでは異なっており髪の色は読売新聞版やSUPERでは母と同じ茶髪でアニメでは空五倍子色になっており読売版やアニメ版では白髪が生えているがSUPERでは白髪が生えていない。目の大きさも異なっており読売新聞版やアニメでは小さくSUPERでは大きくなっている。読売新聞版やアニメでは頬やおでこ、鼻の下、口の下、両目横にほうれい線があるがSUPERでは左頬のみにほうれい線があるので読売新聞版やアニメよりSUPERの方が若く見える。母と同じく頑固でケチな性格。母同様料理がまずかったらしいが、母にとってのおふくろの味は筑前煮（具材も味付けも気分次第で変わっていた）。
素手で熊を倒したという逸話がある。存外に流行には敏感らしく、母に「なめらかロールケーキ」を買って送るように要求したこともある。
母いわく「家ではいきり立って、外では内弁慶」。
母からは「お母ちゃん」「ばーちゃん」と呼ばれている。
じーちゃん
声 - 糸博
母の父親。みかん・ユズヒコの母方の祖父。初登場は7巻。
時代にはかなり順応しているようで、母が親孝行のために温泉旅行を提案するが、旅館のトイレに温水洗浄便座があるか聞き、母が「あるかどうか分からない」と答えると「ないのなら受け付けない」と断った。
劇場版第一弾では単身で登場し、母とみかんを軽トラックで迎えに来ていた。母からは「じーちゃん」と呼ばれている。第2期には登場しない。
いとこA、いとこB、いとこC/ヒロくん
声 - 三浦雅子（A）、津村まこと（B）、福圓美里（C/ヒロくん）
母の甥っ子。幼少期には母の実家でみかんやユズヒコと一緒に遊んでいた。
そのうちの一人は「ヒロくん」という愛称で、ジュースを飲んだ直後に昼寝をしてしまったため、口にアリの大群が集るという珍事件を起こした。

### 立花家と同じマンションの住人
立花家が暮らすマンション（築15年）の別の部屋に住む住人。
鈴木 / 越野あん
声 - 斉藤貴美子
立花家の居室の隣に住む主婦。原作の初登場は11巻。アニメ初登場は38話。本名は、下の名前は「杏（あん）」。「鈴木」という名前はアニメのみの設定で、原作では越野の前に住んでいた隣人の名前であり、越野とは無関係。
垂れ目。母はよくおすそわけをもらっている。
りん（声 - こじまかずこ）という幼い娘がおり、アニメ第1期では母譲りの垂れ目で年齢も幼稚園児くらいに描かれたが、原作及びアニメ第2期では丸目で赤ん坊という設定に描かれている。原作16巻以降及びアニメ第2期では夫のヒロシ（声 - 武田幸史）も登場した。
仕事は漫画家で、アシスタントが2人いる。シロちゃん（声 - 永澤菜教）は漫画家を目指しており、背景や服などの絵を描いている他、りんの面倒や買い物も担当している。クマゴロウ（声 - 片桐真衣）は、越野からは「ためぞう」とも言われている。
担当編集者からもらったアドベントカレンダーの中に入ったチョコを毎日1つずつ開けて食べる予定だったが、お腹が空いて1人で1日で全部食べてしまった。コーヒーを仕事中に1杯飲むのが日課で、締切前の修羅場には濃いコーヒーを2杯飲むと仕事がスムーズに運ぶらしいが、その後アシスタントに長々と説教という名の自分語りをするため、諸刃の剣でもある。
袴田
声 - 伊藤美紀
立花家と同じマンションの同じ階に住む若い主婦。初登場は12巻。アニメの初登場は230話。息子にたっくんがいる（#ユズヒコに関係するその他の人物参照）。あることがきっかけでユズヒコに異様なまでに懐いている。
「袴田」という漢字は『劇場版3D あたしンち 情熱のちょ〜超能力♪ 母大暴走!』のパンフレットで判明した（判明するまでは「ハカマダ」とカタカナ表記になっていた）。
鈴木
原作のみに登場する越野の前に住んでいた立花家の隣人。干物をおすそ分けしてくれた。干物の話はアニメでは鈴木ではなく越野に置き換えられている。
池内
声 - 華木ミヤ
アニメオリジナルキャラクター。登場話は「クーラーがほしいっ」（2006年7月1日放送）。
立花家と同じマンションの2階に住んでいた主婦。夫の転勤の際に引越しすることになり、余ったクーラーを立花家に譲った。
根津
声 - 速見圭
アニメオリジナルキャラクター。登場話は「やってきたハムスター」（2006年7月8日放送）。祖母が倒れたため実家に一時的に帰る時に、立花家に自身の飼っているハムスターを預けた女性。
作中では同じマンションの住人であると名言されていないが、公式YouTubeチャンネルのXアカウントでポストされたあらすじには「母と同じマンションに住む」とされている。

### 母の知り合い
森
声 - 鷹森淑乃
母の習字の会の友人。初登場は4巻。アニメの初登場は42話。上品な性格で、母とは会話が噛み合わない。旦那（声 - 田原アルノ）は母と水島の回想のみに登場した。
坂田
声 - 佐久間レイ
母の友人の女性。原作初登場は11巻。アニメでの登場話は「母、体弱い?」（2006年8月19日放送）、「お母さん、大丈夫?」（2009年4月4日放送）。
立花家が以前住んでいたところの知り合い。原作では赤毛で、アニメでは茶髪。母やみかんからは「あいちゃんママ」と呼ばれているが、「お母さん、大丈夫?」では母は彼女を「あいママ」とも呼んでいる。なお「あい」は坂田の娘の名前として登場しており、彼女自身の名前は不明。
痩せた見た目で、アニメでは「どう見ても痩せすぎ」とテロップが表示されているが、本人いわく隠れ肥満。
彼女含め、家族総出で「母は体が弱い」と勘違いしており（勘違いするに至った経緯は不明）、母に出会うと坂田は色々な健康法を薦めようと長時間話し出し、母を憔悴させる（一応元気だとアピールしているが、母の一言一言を拡大解釈し、より誤解を深めている）。
娘の名前は愛（あい）（声 - 平松晶子）で、みかんの友人。初登場は11巻。アニメでは「母、体弱い?」に登場。母親に容姿が似ている。
母娘共にみかんのことを「みーちゃん」、母のことを「みーちゃんママ」と呼んでいる。
夫（名前不明、声 - 田口昻）も登場し、電車の中で父に母のことを労るよう話す。原作の初登場は11巻。アニメでは「母、体弱い?」に登場。
山崎
声 - 摩味
ユズヒコのクラスメートの母親。登場話は4巻。アニメの登場話は10話。
母は彼女にユズヒコが「納豆奉行」であることを話してしまう。
木村
声 - 江森浩子
母の友人。登場話は4巻。アニメでは「母、バーゲン好きっ」（2004年6月18日放送）に登場。
眼鏡をかけた典型的な「ざます」口調の貴婦人で、金持ちではあるが花越デパート（原作では□□□デパート）に弟がおり、いつも社内販売で2割引で買っている。また、ブランド物のファミリーセールにも招待され、そこで8万円のブラウスを8千円で買ったことを聞いた母は、自分がバーゲンで手に入れたツーピースが霞んで見えるようになり落ち込んでしまう。
山村
声 - 定岡小百合
母の旧友。原作の登場話は8巻だが原作では名前も顔も出ていなかったがアニメでは顔が出て名前も判明した。アニメの登場話は67話。エンディングのクレジットでは「主婦」となっていた。
母が二児の母であることを「月日の経つのは速い」という意味で驚いたが、母は「そんな大きな子がいるとは思えない」と自分がまだまだ若いのだと勘違いした。
いわゆるバブル世代で、40歳の独身女性。
横山
声 - 七海入歌
「母、夜の体験!」（2006年9月16日放送）に登場。
母の知り合い。子供が大きくなったため、働き始めた主婦。買い物はいつも20時以降の時間帯で、母とはあまり会えていなかった。
中島
声 - 富沢美智恵
「ハラセン、家庭訪問っ」（2007年5月12日放送）に登場。
母の知り合い。漬物のおすそ分けと長話のために、家庭訪問の準備をしていた母のもとを訪ねた。
夫がおり、田舎から出てきたとのこと。

### 高校時代の友人
栗田
声 - 中嶋聡彦
母の高校時代の友人。
母は彼のことを高校時代は美男子だったというが、同窓会で再会した時すでに禿げ上がっており、母が撮った記念写真ではそこの部分がスパークしてしまった。頭のことをすごく気にしているという。
月岡修造
声 - 拡森信吾（少年時代：野島健児）
映画版に登場。母の高校時代の友人。母が片思いをしていた。母の姿のみかんから「娘はバカ子」と聞いた際は、勇気付ける発言をしてくれるなど、現在でも仲がいい。母は彼と結婚し、娘と息子を産むと決めていて女の子は「樹里杏」、男の子は「吾郎」と名づける予定だった。
熊田
声 - 片岡富枝
映画版に登場。母の高校時代の友人。あだ名は「熊っちょ」。
メガネザル
声 - 隈本吉成
映画版に登場。
母の高校時代の友人。本名不明。

### 母の行きつけの店の店員
洋菓子店員
声 - 川上とも子
洋菓子店「ナントカ・ド・カントカ」の店員。
とにかく動作や対応が遅く接客も投げやりなため、時間に追われている母はいつもイライラさせられている。第2期には登場していない。第224回のエンディングクレジットでは「店員B」と表示されていた。
美容師
声 - 渡辺美佐
母行きつけの美容室「ビューティサロンさくら」の美容師。初登場は5巻。「いらっしゃいませ」を「シャーアセー」と言ったことがあり、これを母は「シアワセー」と聞いてしまい、「幸せよ」と答えてしまいそうになった。
マスター
声 - 長嶝高士（TV版）、木村雅史（映画第2作）
母のよく行くカフェ「Green wood」のマスター。
メガネさん
声 - 中村精道
母のよく行くカフェ「Green wood」の常連客。眼鏡を掛けた中年男性。母達のおかしな会話を耳にしてはマスターと共に怪訝な表情を浮かべる。

### 母に関係するその他の人物
大家さん
声 - 瀧本富士子
立花家がかつて住んでいたアパートの大家。
出っ歯で眼鏡をかけたおばあさん。母とは関係が深く、みかんが幼少期に銭湯の浴槽で粗相をした際には、母と一緒に処理していた。単行本では主に読み切り漫画に登場する。
橋本英二郎
声 - 中田譲治
母が夢中になっている俳優。
2時間サスペンスドラマ「猪浦警部シリーズ」で猪浦警部を演じており、通称「猪さま」。時代劇など他の番組に出ていても母は「猪さま」と熱狂する。
料理が得意で、料理番組に出演したり、料理本を出版している。船越英一郎がモデル。
陶芸教室の先生
声 - 池水通洋
母たちに陶芸を教えた先生。
戸山は先生のことをイケメンだと言っていたが実際は普通の人だった。
ルーシー
声 - 勝生真沙子
立花家の近所に住んでいる外国人。アニメオリジナルキャラクター。ごみの日ではない日にごみを集積所に捨てている。母は注意しようとしたが、いろいろ話して仲良くなり友達になってしまった。

## みかんに関係する人物

### みかんに関係する主要人物
しみちゃん
声 - 的井香織（第1期）→飯田友子（第2期）
みかんのクラスメートで姓は清水（しみず）下の名前不明。みかんとは別の中学で高校からの友達だが気が置けない間柄で親友である。
原作の初登場は2巻と、メインキャラクターの中では比較的遅い登場だった（アニメでは理央の代わりとして2話から登場している）。
酸いも甘いも噛み分けてきたような価値観の持ち主で、大人っぽくスタイルも良く、とにかくみかんは尊敬している。反対にしみちゃんは、みかんのあどけなくミーハーなところを好んでいる。みかんが岩木を好きなことを唯一知っているが、その事を打ち明けられるまでみかんは吉岡が好きなものだと思っていた。
初期はタバコを吹かす仕草をするのが癖で、（当初はその様子をよく解らずにいたものの）みかんは灰皿を差し出す仕草をするやり取りを行うが、後期には見られていない（春山も一度だけ手で灰皿を作って差し出していた）。
いつもタロットカードを持ち歩いている。以前に占いで「前世はみかんと姉妹で、いつも自分を分かってくれる存在だった」と言われたことがあり、その事から「自分はみかんが気になるのかも」と発言していたが、後にみかんがその話をした際は全く覚えていなかった。劇場版では、母と体が入れ替わってしまったみかんを疑わずに信じていた。
好きなアーティストはブルブルズ。原作の単行本未収録回（アニメ第1期『弟の受難』）では弟がいることになっているが、原作19巻では弟はおらずひとりっ子と言う設定になっている。
本人曰く「着たい服と似合う服にギャップがありすぎて困る」との事。アニメではモード系ファッションが好きだが、着てみたらカラスみたいになったため断念したというエピソードがある。
原作では顔のそっくりな母が登場した（アニメ未登場）。また、原作では子供のころ、散歩中に本気でスカウトされる事があったらしい。
立花家を除くキャラクターの中では、登場回数は断トツ。
吉岡
声 - 沼田祐介
みかんのクラスメートで同じ中学校（南中）の出身。初登場は原作2巻、アニメ第16話。
ややキザでロマンチストな性格。みかんとは中学時代からの友人でとても親しいが、お互いに恋愛感情はない。
岩木と仲が良く、みかんをからかって余計なことを言う時もある。本人は冗談のつもりだが、みかんの感情を逆撫でする事が多く、特に岩木が側にいる場合は恥をかかされた彼女を憤慨させるパターンも少なくない。しかし遊園地の花火大会に誘うなど、気の利いた一面もある。
好きな人の香水を自分にかけているなどの行為から、みかんに変態やイタ電の犯人といったあらぬ疑惑をかけられていた事もあり、しみちゃんや中学時代からの友人も信じていた。
調子のいい盛り上げ役で、男女問わず人の輪の中心にいることが多い。頭が悪く見られがちだが、実は思考力が深く頭の回転も早い。
魚の顔を見るのが極端に苦手。話に出ただけで想像して拒絶してしまうほど酷く（面白がったみかんに遊ばれたこともある）、食べるのも、焼き魚などで顔がある状態の物はダメなほど。
スキンヘッドで、髪は額から生えた一本の毛しかない（原作では「小学生の頃は眉毛の上がすぐ生え際であるほど髪がふさふさで、それが原因で「でこなし」「猿」とからかわれるほどだったが、高校に入ると髪が抜けていって知らないうちに今の状態になった」と本人が語っているが、原作9巻では中学生の頃から現在と同じ頭で、アニメでは小学入学の頃から髪が一本しかなかったという描写がある。なお、アニメでは髪のエピソードが脛毛が薄かったエピソードに変更されている）。第2期では丸刈り風にうっすらとした髪が描かれている。
兄がいるが言及のみで未登場。ひどい花粉症及び下痢症の持ち主でもある。しみちゃんや岩木などのみかんの友人関係では唯一、弟のポジションであり、みかんたちの弟に対する扱いを非難したことがある。
公式ファンブックによれば、立花家を除くキャラクターの中では、登場回数は4位。
ゆかりん
声 - 池澤春菜
みかんのクラスメート。本名は「ゆか」（アニメ第1期より）。初登場は1巻。アニメの初登場は第8話。
みかんやしみちゃんと共に行動することが多い。普段は大人しいが笑うと人目も気にせず抱腹絶倒しており、みかん以上にミーハーである。
肌が白く、みかんが羨ましがっている。原作・アニメ共に初期は今より顔が面長だった。3日に1度は痴漢に遭ってしまうらしい。編み物が得意。
アニメ第1期では顔がそっくりな母も登場した。幼少期の回想では祖母が登場している。
原作よりもアニメ第1期の方が登場回数が多い。
岩木
声 - 緑川光（幼少期 - 津村まこと）
みかんのクラスメート。初登場は6巻とみかんの友達の中では遅めの登場。高身長で温厚な性格。吉岡と仲がいい。
みかんがバス内で落としたボールペンを拾ってあげたことがある。それ以来、みかんは彼の前ではいても立ってもいられなくなるほど惚れ込んでいるが、本人はそれに気付いていない。
パーマをかけるのに失敗し、夏休み明けに丸坊主で登校したことがある。また、学生証の写真の寝癖が気になりマジックで修正しようとして失敗、頭を大きくしてしまうなど、髪に関する失敗談が多い。
劇場版第1作では絶叫マシンが苦手という弱点を見せている。
父親は北海道出身で、クリスマスは毎年家族でジンギスカンをやっているという。4歳下の弟（幼少時の声 - 桃森すもも）がいる。
春山ふぶき
声 - 田中理恵
みかんのクラスメート。初登場は4巻。アニメの初登場は48話。爽やかな性格。しみちゃんと一緒にツッコミで空気の読めないみかんをからかうこともある。
長身でおっとりした、お嬢様タイプの美少女。男子からの人気も高いが、いわゆる天然ボケでしばしば他人の好意を無にしており、しかも自覚がないとしみちゃんが指摘する「要注意人物」である。
音楽が得意で授業で創作ダンスをする際、振り付けをグループから任された。
プロ野球は読売ジャイアンツのファンで、特に高橋由伸が好き。原作初期の頃は登場回数が少なかった。

### ベア研
テディベア研究会の略。名前の通りテディベアに関する研究をしている。
自作のテディベアを作っては数か月ごとに発表しており、文化祭でこの作品を皆で展示することになっている。
元々はみかん・理央・浅田・梶井の4人が遊びで作ったグループであるため、活動内容は全員で大富豪をしたり、近所のお店でケーキやパフェを食べたりと、お世辞にもちゃんとした活動をしている様子はない。後輩の新田が入部してからは多少改善されたようで、特に文化祭では新田の活躍で大勢の客を集めることに成功した。文化祭以降はテディベアを作る場面が増えていった。
新田を除いた先輩4人組はベア研にも拘わらずテディの意味を知らなかったり、文化祭直前まで大富豪をして新田を怒らせたりと、いい加減な性格である。
クラスの内訳は、理央と梶井は同じクラス、みかんと浅田は別のクラス。アニメでは梶井とみかんが同じクラスで、浅田と理央は別のクラス。アニメでは母から「熊の研究をしている団体」と勘違いされたことがある。
ベア研は作者の高校時代の部活漫画研究部がモデルとなっている。
理央
声 - 大本眞基子
テディベア研究会の一員。原作ではベア研の会長となっている。初登場は1巻。アニメの初登場は第4話。
ベア研のリーダー的存在の仕切り屋で、積極的に行動することの少ない部員達を引っ張っている。豪邸に住む金持ちの娘だがそれを鼻にかけたりせず、むしろ上流階級の生活に嫌気が差している節があり、下町に暮らしたいと思っている。みかんと同じく部屋にはテディベアが飾られている。
家の中でも化粧をするお洒落な母と、ダンディな父、別荘を管理しているおじがいる。父やおじは原作には登場せずアニメのみの登場。細い目は母親譲り。
「遅刻のみかんに遅れの理央」と言われるほど時間にルーズで、みかんと大幅に遅刻した際にはすっぽかして二人で買い物に行こうとしていた。
料理が得意で、文化祭のお弁当に手作りのサンドウィッチを持って来たり、みかんにペペロンチーノを振る舞い味を絶賛されあまりの美味しさにみかんは母に作ってと頼んだ事がある。
犬を飼っており、名前はアレックス。
浅田
声 - 浅井晴美
テディベア研究会の部長。通称あさこ。初登場は1巻。アニメの初登場は第1話。
ぽっちゃりした体型で目が小さい。食いしん坊で脂っこいものが好物で、文化祭の休憩時間にはボリュームのあるハンバーガーやフライドチキンを持参していた。先輩の威信をかけたベア研のマラソンでもビリになっている。トランプにも弱く、大富豪では何度も大貧民になって号泣している。
アニメでは部長の権限を利用した部長命令を発動することがあり、貧乏くじを引きやすい、みかんと新田がよく被害に遭っている。だが、それが裏目に出て客を逃がしてしまうこともあった。しかし部長としての責任感はあるようで、皆のアイディアを記録したり、客を逃がした際も間違いを認めて反省している。時間にうるさく、待ち時間の10分前には到着するようにしており、時間にルーズなみかんと理央が大幅に遅刻し「先に見てればよかったのに」と言った際は、梶井と「それじゃあんたたちの罪がチャラになる」となじった。
梶井
声 - 梶田夕貴
テディベア研究会の一員。初登場は1巻。アニメの初登場は第1話。
ベア研では浅田と仲が良く、2人で雑談をしているなどペアで行動することが多い。即興漫才を披露する際は梶井が男役、浅田が女役をすることがお決まりになっている。みかんともデュエットをして息の合った歌声を披露している。基本的に皆の意見に賛同しては暴走に付き合っている。
男の後輩を欲しがっており、イケメンの後輩に縫い方を教えているシーンを妄想していた。
ベア研メンバーの一番の常識人で、メンバーの提案などのメモをとるのが速い。
浅田と梶井の名前は担当声優の苗字をそれぞれ一字ずつ入れ替えたものでアニメ版のみの設定であり梶井の公式ファンブックでの名前の設定は「梶山」だが公式サイト及び漫画ではアニメ同様「梶井」になっており浅田は原作では名前がつけられていない。
新田
声 - 森田樹優
テディベア研究会の一員で、みかんたちが高校2年生になった時に入部してきた後輩（高校1年生）。
原作初登場は単行本未収録回。単行本初登場は2巻。アニメ初登場はSP1。
語尾に「ッス」をつけて喋る。外見はぽっちゃりで丸眼鏡を掛けた刈りあげ頭。ベア研の中では一番の変わり者で、ぬぼーとした外見から無気力に見えるが、実は文化祭に青春をかけるほどの情熱家。メンバーの中では実は最も考え方など真面目で常識人である。よく気の付く性格で、そのため、自分に合った職業は秘書だと思っているが、気付くだけで行動に移さないことが多い。
テディベア展では、客寄せとしてクマの着ぐるみを着た状態でブレイクダンスを披露し、展覧会を大盛況のうちに終わらせている。
ベア研の中で唯一彼氏がいる。
よく有名人を見る。
高田
声 - 神谷浩史
新田と交際中の男性で、ごく普通の優しそうなメガネ男子。初登場は7巻。アニメの初登場は第31話。
ベア研の面々を「思い込みが激しそうな人が揃っている」と評したり、みかんのことをベア研の中で一番の美人と評した。
みかんの隣人である漫画家・越野あんの大ファン。サインを貰っている。

### みかんのクラスメイト
のばら
声 - 倉田雅世
初登場は1巻。アニメの初登場は第8話。
のんびり、おっとり、やさしい性格の女の子。
みかんのクラスメート。原作では名前がつけられていない。クラスメートのいいところを見付けては素直に褒める、褒め上手。
ひとみ先生のことをみかんとしみちゃんに話していた。
ミエ
声 - 白鳥由里
初登場は1巻。アニメの初登場は第8話。
素直な性格。セーラー服に憧れており、宮嶋先生の「今しかできないこと」の話の影響を受けセーラー服で登校してきたことがある。
部活はテニス部に入っており、成績はいつも学年トップ。
塚本
声 - 吉水孝宏
長方形の顔をしている。アニメで名前が判明した。
大山
声 - まるたまり
初登場は1巻。アニメの初登場は56話。
テニス部所属。「17歳の夏」という話題で盛り上がった。
大山という名字はアニメのみの設定。姉がいる。
森
声 - 檜山修之
登場話は4巻。アニメの登場話は48話。
家は学校から2分もかからないほど近くにある。
優しい性格で、絵具を忘れた春山のために家に戻り、兄の絵の具を取ってきたが、春山は森が家に戻る間に智美から絵の具を貸してもらったため、その好意は水泡に帰した。髭を生やしている。
山田
声 - 皆川純子
初登場は9巻。アニメの初登場は96話。
大人っぽい外見でどちらかというと美人。
しみちゃんのことを気に入っているが、一緒にいるみかんの子供っぽい行動や発言を気に入っていない。そのためたびたび冷たい態度を取る。しみちゃんと友達になろうと近づいた際にも、アイスティーをみかんの分だけ持ってこない、銭湯にしみちゃんを誘った時は「立花さんは来なくていい」と思うなど、意地悪な行動・発言をしている。みかんの行動を見て無邪気に笑っていたしみちゃんを見て以降、しみちゃんと親しく話したり、出かけているシーンは無い。作者の話によると、担当声優にはクールビューティーなイメージで皆川を指名したという。
他に友達がいないらしく、昼食を一人で食べている。しかし15巻No.18では、クラスメートと笑ってしゃべっている場面があるなど、現在は孤立していない様子。
創作ダンスの相談では、参加せず寝ているところが目撃される。
かおり
声 - 新千恵子
みかんとは小学校時代からの友人。初登場は2巻。アニメの初登場は103話。原作とアニメで容姿が異なり、アニメでは髪が長く美人に描かれている。小学生の頃転校して来た。俳句作りなどが趣味で、嫌なことや悲しいことがあると、その気持ちを和歌にしている。
みかんに小学時代のあだ名を公表されたことで裏切られたんだと悲しみ、みかんをそれとなく非難する和歌を詠んで責めたが、後に後悔してしみちゃんに相談する。しみちゃんのタロットを経て、「そこまで思い悩ませるほど責めるつもりは無かった」とみかんに謝罪し和解することとなった。
原作では「ゆかり」の名前で登場。その際はブラジャーのし忘れをみかんにバラされたため、非難する和歌を詠んだ。
小学校時代のあだ名はもんじゃ2号（クラス内に既にもんじゃというあだ名の生徒がいたのと、東京に来たらもんじゃ焼きを食べてみたいと発言したため）。
井口
みかん曰く「普通」の男子だが、彼の写真を見た母は「こういう人嫌い」「将来確実に女性問題を起こしそうな顔」と酷評している。
久保田
声 - 岡野浩介
登場話は単行本未収録。アニメの登場話は143話。
優柔不断な性格。母が「俳優になれるほどの男前」と絶賛したが、みかんは否定している。
山本
声 - 大西健晴
母はハンサムと絶賛していたが、「モアイ」とあだ名がつくほど長い顔をしている。
村田
声 - 北村允志
登場話は単行本未収録。アニメの登場話は154話。エミコに片思いをしていたが失恋する。
エミ
声 - 神田朱未
アニメオリジナルキャラクター。登場話は197話。パン作りが趣味の母も登場した。

### みかんの高校の教師
宮嶋先生
声 - 城山堅（若い頃: 遠近孝一）
みかんの古文担当教師。白髪頭に眼鏡をかけた先生。初登場は3巻。アニメ初登場は41話。一人称は「僕」、「ボカァ」。
授業中によく自己の経験談や思うことを語ることがあり（ただし生徒たちはその雑談を良くは思っていない）、みかんはしばしば話に興味を持つ。原作では名前がつけられていなかったが、後にアニメの名前が逆輸入された。
家の書斎にはたくさんの本がある。『SLAM DUNK』を全巻持っている他、アイドルの写真集も置いてある。全ての失敗を二度する男。その話をお気に入りの生徒に話す。
原作16巻およびアニメ第2期では妻（声 - 設楽麻美）が登場しており、原作では顔が描かれていないがアニメでは顔が描かれている。旧姓は高橋。マサヒコという名前の弟と、息子が2人いる。先生の中では1番登場回数が多い。
村上先生
声 - 太田真一郎
みかんの学級担任教師。世界史担当。初登場は1巻。アニメの初登場は第2話。
既婚で、みかんいわく男を気取る先生。しかしみかんに弁当箱を洗うところを目撃され、妻にしつけられているのではないかと勘ぐられている。授業中に居眠りしているみかんに冷静に注意したことがある。授業の際は黒板をほとんど使わない。
生徒からは陰で「村上チャン」と馴れ馴れしく呼ばれている。番外編では主役になったこともある。アニメ第2期では22話に一瞬のみの登場。3期には登場していない。
小川先生
声 - 永島由子→嶋村カオル→勝生真沙子
みかんの体育担当教師。
ひとみ先生
声 - 竹口安芸子
みかんの隣のクラスの学級担任教師。みかんのクラスの数学担当。原作の初登場は11巻。アニメの初登場は313話。
あだ名を「牛鬼（ぎゅうき）」という。麻雀が強く「雀鬼（じゃんき）」と呼ばれ、そこから牛鬼になったらしい（何年も前の先輩がつけたらしいが理由は不明）。
校内ではいつも健康サンダルを履いて小走りで移動するため、独特の足音を立てる。
鼻の穴が大きいのが特徴。普段はおっとりした性格だが、早朝、職員室で髭を剃っている所を生徒に目撃されたり、怒りが最高潮に達すると鼻の穴からミサイルが出ると噂されたり、教室に入る前に口紅をつけているところを目撃され、生徒から失笑を買われたりしている。こうした強烈なキャラから、みかん達には好印象を持たれている。
佐藤先生
声 - 長嶝高士
みかんの美術担当教師。原作初登場は8巻。アニメ初登場は54話。
自作品を褒められたのに対し、オヤジギャグで切り返したが、これがみかんにも影響してしまう。みかんが先生の油絵に色を付け足してしまったがみかんは「これくらいならばれないよ」と言っていたが結局ばれてしまった。愛称は「サトセン」。本名の「佐藤」という名前は第2期になって判明した。
物理の先生
声 - 岡和男
みかんの物理担当教師。本名不明。
原作とアニメでは絵柄が異なっており原作では30代くらいにかかれているがアニメでは50代くらいに描かれている。
漢文の先生
声 - 宇垣秀成
みかんの漢文担当教師。本名不明。
高部先生
声 - 宇垣秀成
みかんの地理担当教師。
テストで「ソ連」と書くのが正解な問題をみかんが「ソレン」と全てカタカナで書いて誤答扱いにしたため、母やみかんから「細かいこと言うからいまだに独身」などと散々陰口を言われてしまう。
作者の地理の先生がモデルとなっている。実在する高部先生は定年直前、東京都立南多摩高等学校で教鞭を執り、「ソ連」を「ソレン」と解答してもおまけで正答にしてあげていたらしい。
英語の先生
声 - 関根信昭
みかんの英語担当教師。独特な癖（関西弁の訛り、イギリス英語）のあるしゃべり方をする。
英語の先生2
声 - 冬馬由美
みかんの英語担当教師。本名不明。
英語の先生3
声 - 速水奨
みかんの英語担当教師。本名不明。映画版に登場。
国語の先生
声 - 塚田正昭
みかんの国語担当教師。本名不明。
秋山先生
みかんの化学担当教師。原作登場話は15巻。アニメには未登場。
美形で女子から人気がある。結婚しており、よく商店街を子連れで歩いている。
現代文の先生
みかんの現代文担当教師。本名不明。原作の登場は18巻。アニメには未登場。
体育教師ではないのにいつもジャージをきているので公式ファンブックではジャージ先生となっている。
試験中の生徒を見て、何かをかんがえたり空想したりする癖がある。
体育の先生
声 - 吉水孝宏
みかんの体育担当教師。本名不明。

### みかんの高校の知り合い
智美
声 - 嶋方淳子
みかんの友人。美術部所属。
相原
声 - 松岡由貴
みかんが体育の選択授業（柔道）で一緒になった女子。
クミ
声 - 神田朱未
みかんが体育の選択授業（柔道）で一緒になった女子。
エミコ
声 - 川澄綾子
みかんの隣のクラスの女子。宮田と交際中。
宮田
声 - 下和田裕貴
みかんの隣のクラスの男子。エミコと交際中。

### みかんの小学校時代の友人
ピーちゃん
声 - 川田妙子
北海道に転居することになってしまい、みかんは別れ際に文通する約束を交わしたが反故にされたという忌まわしい記憶を持つ。そのことを打ち明けた際、母はピーちゃんを「バカで嫌な奴」と罵り嫌った。本名不明。
ヒロ
声 - 瀧本富士子
ピーちゃんはみかんを差し置き、彼女と文通していた。
水島純
声 - 鈴村健一
母の友人である水島さんの息子。みかんの小学校時代のクラスメイトの男子。みかんは彼に惚れていた。背が高くかなりのイケメンである事から女子から絶大な人気を誇っており、運動神経も抜群。小学校卒業後は疎遠となっており、みかんは特になんとも思っていない。最近は反抗期らしく、一時期は水島さんを「ババア」呼ばわりするなど、口が悪くなる時もあった。
吉田一子
声 - 松本美和→天田有希子
みかんの小学校、中学と一緒だった友達。愛称いっちゃん・いちご。日記をつけており、みかんは彼女に影響されて日記をつけるようになった。単行本初登場は10巻-NO.7だが原作初登場は単行本未収録。
岡崎
声 - 門脇舞
小学校のクラスは異なるが、小学生時代に通っていた習字教室では一緒だった。
佐野
声 - 田口宏子
女子高に通っている。ダイエットに成功し、ぽっちゃりした体つきからスレンダーな体つきに変身したが母には痩せこけたと言われた。
大人びた女の子になりみかんは気に入っていたが、母は高校生らしくないと決めつけており、キャリアだと思われたり病気になっていないか心配され、体はみかんの半分しかないと言われたが、みかんは一切否定している。
守屋
アニメオリジナルキャラクター。あだ名は髪型がもじゃもじゃしていることからもんじゃと呼ばれている。
山本
声 - 鈴木晶子
班の研究課題をやりに立花家に来ていた男の子。いじめっ子だが、母がおやつに出したおにぎりを気に入って以来、母親（声 - 摩味）におにぎりを作るようせがむようになった。
田中
声 - 金田朋子
クラスメートの男の子。みかんの口元に「ヒゲが生えている」としつこく指摘したため担任の先生（声 - 橘U子）に叱られた。

### みかんの中学時代の友人
横田
声 - 下和田裕貴
みかんの中学時代（南中）の友人。
男子校の○×高校に通っている。みかんの容姿に「十人並み」の烙印を押したが、みかんは十人並みを百人力の意と勘違いしぬか喜びした（ただし彼が本来の意味を知っていたかは不明）。サーフィンを夏にやっていたが打撲するなどロクな目に合っていない。
小山
声 - 宮田幸季
みかんの中学時代（南中）からの友人。みかん・吉岡・アキと仲がいい。
アキ
声 - 松岡由貴
みかんの中学時代（南中）からの友人。みかん・吉岡・小山と仲がいい。

### みかんの友人の家族
しみちゃんのお母さん
原作のみに登場したしみちゃんの母。顔がしみちゃんにそっくり。
ゆかりんのお母さん
声 - 岡村明美
ゆかりんの母。顔がゆかりんに似ている。
理央のお母さん
声 - 柚木涼香
家の中でも化粧をするオシャレな理央の母。服もたくさん持っている。最近は家ではお洒落をせず以前はレッグウォーマーや腹巻も服の中にしていたが服の上からするようになった（本人曰く中にするよりも服の上からする方が温かいから）。
ブラウスとカーゴパンツを着ていたら母と水島に「作務衣みたい」と笑われてしまい、ショックを受けリサイクルショップに売ってしまった。
理央のお父さん
声 - 戸谷公次
ダンディな理央の父。
ハチおじさん
声 - 辻親八
養蜂業の傍ら、理央の別荘を管理している中年男性。理央の事を「お嬢」と呼ぶ。合宿に訪れたベア研の一同を出迎える。
エミのお母さん
声 - 高島雅羅
パン作りが趣味のエミの母。

### みかんに関係するその他の人物
倉田ルリ
声 - 那須めぐみ
アニメオリジナルキャラクター。 アニメ第303回「みかん、アルバイトっ」でみかんと同じパン屋でアルバイトをしていた女子高生。みかんより早い時期から働いている。みかんは当初彼女を大学生だと思っていたが、みかんとは同年齢。都内の定時制高校に通学していたことが判明している。
ダン
声 - 大川透
アニメオリジナルキャラクター。みかんがアルバイトを始めたパン屋に勤めているベテランの店員。普段は無口で無愛想だが、厨房へ焼き上がったパンを取りに来た際に棒立ちしていたみかんを一喝した（ルリ曰く、厨房は火傷などの危険がある事から彼なりに気を遣ったため）。
パン屋の店長と妻
声 - 稲葉実（店長）、西川宏美（妻）
アニメオリジナルキャラクター。みかんがアルバイトを始めたパン屋を経営している夫婦。性格は厳格なダンと異なり2人共温厚だが、妻はみかんにレジ打ちを教えている最中、電話応対により始めたばかりの彼女に長時間一人で接客をさせてしまう。
A君
みかんが中学時代に片想いをしていた男子生徒。美男子だが箸の持ち方が汚く、その事実を知って以来彼への恋が冷めてしまった。「A君」はみかんがこの事をしみちゃんへ話す時に付けた仮名。
歯医者
声 - 吉水孝宏→服部潤→中村大樹
みかんが行くデンタルクリニックの先生。初登場は6巻。
歯科助手
声 - カミヤ春佳
みかんが行くデンタルクリニックの助手。
受付
声 - 柿沼紫乃→吉田小百合
みかんが行くデンタルクリニックの受付のおばさん。初登場は6巻。みかんは受付の人が嫌いで歯医者が嫌い。

## ユズヒコに関係する人物

### ユズヒコに関係する主要人物
藤野
声 - 山口勝平
ユズヒコのクラスメイトで一番の親友。初登場は1巻。アニメの初登場は第13話。三兄弟の長男で、次男の名前はタカシ、三男（声 - 間宮くるみ）の名前は不明。
当初、姉のいるユズヒコを羨ましがり、（一瞬しか顔を見たことがないにもかかわらず）みかんに心底惚れ込んでいたが、後に須藤に片思いをしている描写も見られる。藤野はみかんのことを「ねーちゃん」（アニメ初期では「みかんさん」）と呼んでいる。みかん以外にも立花家の私生活にも興味津々で、ユズヒコの母のことを「割とかわいい顔している」と評しており、「美しすぎる半魚人」と表現している。
立花家を訪れた時にも興味津々な様子だった。その際ユズヒコは「俺ん家はテーマパークかよ」とツッコんだが、藤野からは「それ以上かもな」と返された。
口数が多く、自分の思考がすぐ口に出てしまう（ユズヒコ曰く「思考だだもれ男」）。理由は本人によれば「芸風だから」との事。自宅の団地の部屋は親が共働きという理由から物が散乱し、遊びに来たユズヒコを興ざめさせた。下痢症。原作初期の頃はやや目つきが異なっていた。
部活はユズヒコと同じ野球部所属でポジションはショート。阪神タイガースのファンである。
公式ファンブックによれば、立花家を除くキャラクターの中では、登場回数は3位。好物は福神漬け。
新井ナスオ（那須野）
声 - 宮田幸季→斎賀みつき→大塚海月
初登場は2巻。アニメの初登場は第13話。
ユズヒコの親友。ユズヒコや藤野とよく行動を共にする。名前の通りナスのような顔つきをしている。サッカー部所属。
ユズヒコと同じく丸野丸美のファン。無神経なところがある。モノマネが得意。17巻以降及びアニメ第2期では、顔がそっくりでキャラ弁作りが得意な母（声 - 花藤蓮）が登場。彼の適当な発言が的中することが多いが、そのほとんどが好ましくない結果に繋がることを友人に指摘されている（本人は逆に得意になっていた）。自分勝手で空いている席に一人で座ったり、母親を「ママン」と馴れ馴れしく呼んだことがあり、藤野とユズヒコから殴られた。またみかんの部屋を覗こうとするという、変態的な一面も持っている。
他人の話を自己流に解釈して噂として流すため、ユズヒコからは厄介に思われている。また、藤野が須藤に片思いをしているという事実も知っている。
原作では母親が「那須野」という姓を名乗っている。アニメ第1期の初期では「男子B」とクレジットされていたが、後に「新井」という苗字が設定され、アニメ第2期では苗字が原作同様「那須野」となっている。
石田ゆり
声 - 小桜エツ子
ユズヒコのクラスメイト。初登場は4巻。アニメの初登場は第33話。ハンカチの代わりにカーテンで手を拭く、額の脂でルーズリーフの入ったビニール袋の糊を調節する、トイレの音を誤魔化すため声を発するといった突飛した行動が多い。中でも食べ物の匂いを嗅いでから食べる姿から、クラスの女子に「ケン（犬）」というあだ名を付けられ、クラスでは浮いた存在として 扱われていた。しかし須藤が個性としてその面白さを受け止めたところ友人になり、その後はユズヒコや藤野とも仲良くなった。少しながらユズヒコを意識している。言動にも突拍子がなく周囲に理解されにくいが、ユズヒコは概ね的確に理解することが出来る。
学校の成績はあまり良くないらしく、テストで0点を取ったことがある、しかし原作14巻では親族から勉強が出来ると言われているため、それなりに改善はしている模様。
横断歩道を渡る時や登校する時は必ずといっていいほど「通りゃんせ」のメロディーを口ずさむ。また、語尾に「〜なのだ」と付けることが多い他、時々「ぱーぽっぽぱーぽー」と歌ったりすることもある。ハガキ職人であり、深夜ラジオ番組に「ストーンTA」というラジオネームで投稿している。アニメではボウリングが得意で、自分専用のボールを始めとした一式を揃えている。
ハルナという15歳のいとこがおり（アニメ未登場）、ロングヘアーで顔立ちはそっくりだが、性格は全く異なる。
須藤
声 - 氷上恭子
ユズヒコのクラスメイト。初登場は4巻。アニメの初登場は第35話。
明るく大らかで、気の利く性格をしている。石田の良き理解者でもあり、仲間外れにされていた石田に進んで話しかけ仲良くなる。ユズヒコや藤野とも仲がいい。
当初、石田が他人から変な目で見られていることをとても気にしており、ユズヒコと藤野に「『変』と『個性的』はどう違うのか」と質問したり、石田に「変なことしないほうがいい」と忠告しようと考えた事もある。しかし、石田の表裏の無い振る舞いにその考えは払拭され、「個性」として受け入れるようになった。
嫌いなものはロールキャベツと福神漬。
ユズヒコは「須藤さん（まれに須藤ちゃん）」、藤野からは「須藤ちゃん」、石田からは「スドー」と呼ばれている。
川島
声 - 水田わさび
ユズヒコのクラスメイト。初登場は4巻。アニメの初登場は第16話。女子からは「カーコ」と呼ばれていることもある。が、基本的には呼び捨てか「さん」付け。
ユズヒコ・藤野・川島・山下の4人でプールへ遊びに行った時、不測の事態でユズヒコと二人きりになったことがあり、それ以来ユズヒコに片思いをしている。
ユズヒコからは全く興味を持たれていないものの、彼を振り向かせるために日々努力している（そのために読んだ本の影響をよく受ける）が、時としてストーカー紛いの行為に走る事もある。嫉妬深く、ユズヒコと仲のよい石田や須藤に対し、よくヤキモチをやいている（第1期OP『あたしンちの唄』の映像では石田と仲良く会話している）。ユズヒコが描いた自分の似顔絵を見てショックを受け、「イヤな奴かも」と泣いたことがあるが、その後本人が「かわいく描いたつもりだった」と謝罪したことで再び舞い上がった。ユズヒコのファンクラブを山下と共に結成している。
原作では旧字体の「嶋」を使った「川嶋」表記になっている事もあるが、回によってまちまちである。
山下
声 - 鉄炮塚葉子
ユズヒコのクラスメイト。初登場は4巻。アニメの初登場は第16話。
川島の親友。川島と同様にユズヒコのことが好きで、彼に話しかけられただけで大喜びするほどだが、暴走気味な川島に比べるとその好意は常識的な範疇に収まっている。
ユズヒコとは藤野、石田、須藤、川島の持ってきた疑問を討論することも多い。
原先生
声 - 上村典子
ユズヒコの担任の中年女性教師。初登場は2巻。アニメの初登場は43話。担当教科は国語。
ギラギラした目付きとダミ声の執拗でねちねちとした性格で、給食の食べ残しは絶対に許さない。
生徒たちを呼ぶ時は、男女関係なく苗字の呼び捨てである。
バレンタインデーには持ち物検査を行いチョコレートを没収。風邪でマラソン大会の練習を休む場合は親の承諾が無いと休ませない。などと非常に厳しい女性教師で、生徒からは「原先（ハラセン）」とあだ名され恐れられている。しかしながら生徒に厳しい一方で、重大問題に対してはかなりのことなかれ主義者。
アニメでは格助詞を抜いた独特なイントネーションのしゃべり方をする。

### ユズヒコのクラスメイト
小山田
声 - 斎賀みつき→高戸靖広→野島健児
ユズヒコとは違うクラス。初登場は2巻。アニメの初登場は25話。部活はユズヒコと同じ野球部でユズヒコと藤野を人手不足の野球部に勧誘した。ポジションはファースト。
ユズヒコ・藤野・ナスオと仲がよい。藤野からの噂の影響で、みかんに憧れている。
女の胸が好きで、ユズヒコから借りたみかんの辞書に「ボインねーちゃん」と落書きしてしまう。
アニメ第1期の初期では「男子A」とのみクレジットされていた。
アニメ第3期第1話では小山田らしき人物がユズヒコと会話しているがクレジット欄には担当声優が記載されていない。
福沢
声 - 宮島依里
初登場は8巻。アニメの初登場話は70話。
試験当日に「私なんてどうにでもなれよ」「今回はもう捨てました」「まじ0点」と言いながら学年トップの高得点を取るという、よくありがちな優等生の女子生徒。歴史が得意。
試験用紙返却当日、95点だったらしく須藤がそれ見て「福沢さんの嘘つき」と言う。
安藤里奈
声 - 倖月美和
初登場は8巻。アニメの初登場は79話。
クラス一の美少女で男子からの人気も高い。リップグロスや化粧水を付けている。
18巻及びアニメ第2期では顔がそっくりな母（声 - 天野由梨）も登場。ナスオの母に電話で「娘にキャラ弁を作ってもらえないか」と依頼していた。
河合
声 - 瀧本富士子→山口眞弓→若菜よう子
初登場は6巻。アニメの初登場は37話。
ユズヒコに恋心を抱いており、バレンタインデーのチョコレートを渇望していた藤野にプレゼントしたのに乗じて、本命のユズヒコにもプレゼントした。藤野によると「義理チョコならぬ、偽装チョコ」。

### ユズヒコの中学の教師
林先生
声 - 小関一
数学担当教師。登場話は3巻。アニメの登場話は29話。
解答を決まって遅刻してきた者に当てている。
体育の先生
声 - 松本保典→江川央生→稲田徹
体育担当教師。精神論や根性論を持ち出す、典型的な体育好きの体育教師。真冬でも半袖シャツで授業を行うため、「むちゃくちゃな奴」と言われている。
加藤先生
声 - 稲葉実
通称「カトセン」。担当教科は不明。地方訛りのある気だるいしゃべり方が特徴で、生徒達によく物真似されている。
美術の先生
声 - 置鮎龍太郎
美術担当教師。授業で変なしゃべり方をする。石田の描いた絵を批判したが、「蟻が蟻を叱っていると思えばなんとも思わない」と気にもされていない。
歴史の先生
声 - 仲木隆司
歴史担当教師。
唐沢先生
声 - 中田和宏、鈴木勝美（第1期の代役）
ユズヒコの英語担当教師。授業中鼻血を出した藤野をクラス全員の前でからかった。公式ファンブックでは「イヤミな教師」と紹介されている。
藤沢ミユキ
声 - 雪野五月
アニメオリジナルキャラクター。ユズヒコのクラスに教育実習生として2週間赴任した女性。担当教科は英語。ミユキに本気で惚れ込んだナスオは英語でラブレターを綴り彼女に渡そうとしていたが、最終的に彼氏の存在が発覚し、最後まで本心を伝えることができなかった。

### ユズヒコの野球部の先輩
古田
声 - 井口祐一
野球部の先輩。背が高く分厚い眼鏡をかけている。小山田と一緒にユズヒコと藤野を野球部に入るよう説得した。ポジションはキャッチャー。ユズヒコいわく、野球部の要的存在。
大野
声 - 箭内仁
野球部の先輩。ポジションはピッチャーで、変化球を自由自在に投げる実力者。外見はイケメン風で性格もチャラく、ユズヒコのクラスの女子を値踏みしに来たことも。
顧問
声 - 塾一久
野球部の顧問。

### ユズヒコに関係するその他の人物
理容師
声 - 秋元羊介
ユズヒコ行きつけの床屋「yomiuri」の理容師。登場話は2巻。アニメの初登場は9話。
しかし好みの髪型を理解してもらえないため、ユズヒコはここの理容室が苦手。散髪する時に軽快なリズムの音楽を流し、腰をフリフリしている。いつも決まって坊ちゃん刈りにされてしまう。
袴田タク
声 - 桃森すもも
立花家と同じマンションの同じ階に住んでいる袴田の息子。愛称はたっくん。初登場は12巻。アニメの初登場は230話。タクという名前は単行本未収録回にて母親が立花家に電話したさいに呼んでいたことで判明した。単行本では本名が出てこないので単行本やアニメでは本名で呼ばれることはなかった。
好奇心旺盛でいろいろな物に興味を持ち、泣き出すと手がつけられない。トロが好物。ユズヒコを「お兄ちゃん」「キング大王（たっくんが好きなテレビ番組に登場するキャラクターの名前が由来）」と呼び慕っている。
初登場時にはユズヒコの部屋に勝手に入ってきたため迷惑がられるも、なぞなぞを出題している際のリアクションを見て以来、ユズヒコに気に入られた。帰宅時には別れを惜しんでひどく号泣していたが、その後は別れの時間が来てもわがままを言わず涙を堪えるなど、心の成長が窺える。
それ以降もユズヒコに非常に懐いており、ユズヒコサイドのストーリーでは何度か登場する。食が細く家ではあまり食べないがユズヒコが食べている様子を見てカボチャやホットドッグ、チーズ、魚肉ソーセージなどの苦手な食べ物を自ら食べて克服するなど、彼の何気ない行動に成長の機会を与えられる事が多い。
母に水鉄砲を貸したことがある（母によれば「カラス撃退の最新兵器」）。こたつの中で眠っていた時、母に足の指でほっぺをつねられ、大泣きしたことがある（母はたっくんがこたつにいることを知らなかった）。
金魚を飼っており、餌をやる前などには「いい？」とたずねてから実行に移すため、母から「みかんとは大違い」と褒められたが、実際は餌やりなどのどうでもいいことは親に尋ね、本当にやりたいことは聞かずに実行してしまう（金魚と一緒にお風呂に入ろうとした）。
ミホ
声 - 鎌田梢
ユズヒコ達がスキー教室で訪れた宿泊先で働いている少女。藤野曰く「（歳は）俺達と同じぐらい」。当初は無愛想な性格で、胃薬を借りに来たユズヒコ達にも突き放したように接していたが、元気がない猫のニャーコを診察する獣医師（声 - 菅原淳一）が雪道でも来られるよう、彼らと協力して猛吹雪の中除雪作業に励んだ事や、ニャーコが病気ではなく実は妊娠していた事が発覚したのをきっかけに笑顔を見せるようになる。最後はユズヒコらの帰宅時に直接見送りに現れた。
サトシ
声 - 南央美
立花家が団地に住んでいた頃のユズヒコの友人。2人で怪獣ごっこなどをして遊んでいた仲だった。ユズヒコは引っ越す事を彼に打ち明けられずにいたが（彼は母が言うまで引っ越すことを知らずにいた）、引っ越しの前日に挨拶に訪れ、サトシに怪獣の人形をプレゼントした。母親（声 - 定岡小百合→滝沢ロコ）はサトシよりも先に登場しており、原作11巻でサトシの母だと判明した。
老師
声 - 藤本譲
ユズヒコの想像上の人物。原作の初登場は3巻。アニメの初登場は51話。
ユズヒコが思案に暮れた際に現れ、助言をしている。

### アイドル
丸野丸美
声 - 若菜よう子
ユズヒコが人知れず夢中になっているグラビアアイドル。通称「まるみちゃん」。
しかし世間の評価は「何かパッとしない子」（母談）「気持ち悪い」「バカっぽい」など芳しくない。人気も落ち目らしく、ユズヒコによれば「最近ぜんぜん見ない」とのこと。原作では名前が「◎◎◎子」となっている。名前の由来はアニメ第1期の番組スポンサー企業だった丸美屋から。丸美屋がスポンサーから離れると、登場しなくなった。
ヨーコリン
声 - 高野直子
グラビアアイドル。ユズヒコの夢の中に現れたことがある。原作では名前が「◎◎」となっている。

## 父に関係する人物

### 父に関係する主要人物
川柳 / ヒロシ
声 - 岩尾万太郎
父の友人。初登場は13巻。アニメの初登場は305話。
父と同郷の人物で、父に比べてダンディでスラッとした細めの紳士。父とは気が合い、彼と共に若夫婦が経営する居酒屋に通っており、二人で杯を交わしつつさまざまな愚痴をこぼしている。川柳が趣味で、自らしたためた句帳を持ち込んで父に披露したこともある。
ファッションセンスがオシャレであり、部下のOLに黄色のワイシャツが似合うと褒められ、しばらく黄色の服を着続けていた事がある。
高校の卒業式にて、友人と一緒にパンダの着ぐるみを着て出席した結果、警察官に補導された事がある。
原作では名前が付けられていなかったが、アニメ第1期では「川柳」という苗字、第2期になり「ヒロシ」という名前が付けられた。原作では登場頻度が高く、居酒屋の若夫婦と共に最終話にも出演を果たした。アニメ第1期では305話にしか登場していなかったが、第2期では登場することが多くなった。
彼の作品には「寛」という印が必ずあるが、彼の名前と関係はない（ただし、原作の20巻-No.15や『新あたしンち』では彼を「寛」と指している場面がある）。
井上夫妻
声 - 田口昻（主人）（主人若い頃：花藤蓮）、樹元オリエ（マコ）
父とヒロシが通う居酒屋を経営している夫婦。初登場は15巻。夫の名前は明かされないが、年齢は46歳。
アニメでは「井上」という苗字が付けられた。第1期では主人のみ登場していた（ただしこの時は言葉を発していない）が、第2期ではマコも登場し、主人も声を発するようになった。
父の母（遺影のみ登場）
みかん・ユズヒコの父方の祖母で、みかんが3歳の頃に亡くなっている（ユズヒコは祖母の死の1か月後に誕生）。
急に入院したため父が九州へ帰省するも、手術の結果、既に手遅れな状態であると判明。後に容態が悪化したとの報せを受けて父が帰省した際には変わりなかったが、父が飛行機で東京へ戻る最中に死去してしまい、母親の死に目に会うことが出来なかった。
大分の実家に帰省した際、父は一人遺影の前で涙した（母によれば今まで見た父の唯一の涙だという）。
叔母
声 - 星野千寿子
みかん・ユズヒコの叔母。

### 父に関係するその他の人物
田中
声 - 成田剣
父の会社の同僚。
小林文雄（名前のみ）
父の知り合い。お中元でみかんゼリーとゆずゼリーを送ってくるが、立花家には「どちらもとてつもなくまずい」と悪評。しかし父や母が遠慮して断れないために毎年贈られてくる。
山田
声 - 中博史
父の田舎（大分）の知り合い。東海林商事という大企業に勤務。
頭がさつま揚げに似ていることから母とみかんに「さつま揚げさん」というあだ名を付けられている。
父と一緒に飲みに来たはいいが、会社の書類を忘れそのまま帰ってしまった。
倍賞美津子
声 - 茂呂田かおる
父が夢中になっている女優。父は倍賞が出演している番組を見る時は、彼女が映っている場面しか見ない。
母は「口が大きくて気の強い女」だとした上で、自分と同じタイプだと語っている。
勝義
声 - 宝亀克寿
父のおじさん。性格は厳しい。
勝弘
声 - 野島健児、天田有希子（幼い頃）
勝義の息子。幼少期はやんちゃだった。
山川一郎（名前のみ）
父の知り合い。アニメオリジナルキャラクター。第2期に名前のみ登場。昔から年賀状を送り合っている。父は彼を誰だか覚えておらず年賀状を送るのを止めたいと思っているが、お互い止めるタイミングを逃してしまったので今でも年賀状を送り合い続けている。

## 特別ゲスト
野原しんのすけ
声 - 矢島晶子
アニメ『クレヨンしんちゃん』の主人公。
当アニメが放送されていた金曜19時台後半枠はもと『クレヨンしんちゃん』の枠であったため、『あたしンち』第1回のおまけコーナーにカメオ出演し、放送時間変更の旨を伝えた。
その後2004年の『しんちゃん』とコラボした特別番組で共演。前半は東京・立花家にしんのすけが訪れ、「春日部お子様新聞のインタビュー」と称して対面し、後半は「世界の車窓から」として、東武鉄道の・春我部駅を訪れた母がしんのすけと「ケツだけ星人」をする、と言う内容であった。母にケツだけ星人を伝授しており、母は「プロ」と呼んでいる。
この他おまけコーナー「タチバナ超科学研究所」と「マザータチバナ」にも出演している。2006年夏にはおまけコーナー「あなたの街に母が来る!」で共演。着ぐるみの母としんのすけが伊豆で再会する実写映像が両番組のエンディング部分に挿入された。さらに、2007年4月7日放送（一部地域のみ。関東地区ではあたしンちと同枠で放送され、この日あたしンちは休止された）の『しんちゃん』再放送でも、しんちゃん映画15周年のお祝いとして再び母との共演があった。また、『あたしンち』終了後の2010年11月12日放送の『しんちゃん』でも翌日の映画公開の宣伝で共演があるなど縁が深い。
大和田獏、大下容子（テレビ朝日アナウンサー）、佐々木正洋（当時テレビ朝日アナウンサー）
『ワイド!スクランブル』のメインキャスター（当時）。上記3名はテレビ映像として実写で出演したことがあり、実際の『ワイド!スクランブル』の映像が流された。アニメ153回では『ワイドアンサンブル』というパロディ風の番組が登場していた。
イアン・ソープ
世界水泳選手権をテレビ朝日系列が独占中継している関係で、過去に二度実写で出演したことがあり、母と面識を持っている。
石丸謙二郎
『クレヨンしんちゃん』との特別番組で放送された『世界の車窓から』特別編でナレーションを担当した。
小泉今日子
四度出演。実写ではなく、アニメで声を本人が当てて出演した。2代目オープニングテーマ『あたしンちの唄』を歌っている。はじめは「あたし仮面（仮）」として覆面をかぶって出演。その後正体が明かされた。
キグルミチコ（志村玲那&清水ミチコ）
エンディングテーマを歌うことになり挨拶という形で実写で登場。「マンマタチバナクッキングスタジアム」ではアニメとして登場し本人達が声を当てて出演した。
矢沢洋子
『劇場版3D あたしンち 情熱のちょ〜超能力♪母大暴走!』で出演した。映画の主題歌『SUGAR!SUGAR!!SUGAR!!!』を歌っている。道案内をしてくれたエスパーママン(母)に、矢沢洋子の1stアルバム『YOKO YAZAWA』をプレゼントした。本作の大ファンで原作漫画を全巻持っている。
矢野顕子
『映画あたしンち』の映画主題歌「あたしンち」を歌った。

## ナレーション
次回予告アナウンサー
声 - 萩野志保子（テレビ朝日アナウンサー）
次回予告などでナレーションを担当している。毎回「ただ今入りました情報によりますと次回のあたしンち方面は…」の言い回しから予告が始まる。当初は淡々とした口調だったが回を重ねるにつれて軽快かつ甲高いしゃべり方へと変わっている。
映画版にもアニメキャラクター化して出演した。一度だけおまけコーナー「あなたの街に母が来る!」にも実写で出演した。第2期、第3期には登場しない。
ナレーション
声 - 島本須美
過去に3回本編のナレーションを担当したことがある。
ナレーション(NEXT版)
声 - 松岡茉優
第３期４話にてゲストナレーションを担当。３話では犬をつれた女の子役を演じていた。